# Tølløse (stacja kolejowa)
Tølløse (duński: Tølløse Station) – stacja kolejowa w miejscowości Tølløse, w regionie Zelandia, w Danii. Znajduje się na Nordvestbanen prowadzącej z Roskilde oraz na Tølløsebanen biegnącej do Slagelse. 
Jest obsługiwana i zarządzana przez Danske Statsbaner i Lokaltog.

## Linie kolejowe
- Nordvestbanen
- Tølløsebanen